# Королівська академія витончених мистецтв Сан-Фернандо
Королівська академія витончених мистецтв Сан-Фернандо (ісп. Real Academia de Bellas Artes de San Fernando; RABASF) — академія мистецтв у Мадриді (Іспанія).
Це також і другий за значенням артцентр Мадрида, де розташовані, крім картинної галереї, багато міських і тематичних музеїв, зокрема Романтичний музей, Залізничний музей, Військово-морський музей, музей армії, музей Америки, Національний археологічний музей, Національний музей природничих наук тощо.
Головний корпус розташований у самому центрі Мадрида на вулиці Алькала́. У теперішній час академія, крім навчального закладу, функціонує як музей і картинна галерея.

## Історія
Започаткування академії пов'язане з добою Просвітництва. Перші статути закладу були запроваджені в 1744 році, однак саме у 1752 році іспанський король Фердинанд VI назвав заклад Королівською академією трьох благородних мистецтв Сан-Фернандо, оскільки діяльність Академії зосереджувалась на образотворчому мистецтві, архітектурі та скульптурі. А основною метою закладу стало поєднати художню творчість і навчальний процес.
У 1760-ті роки за іспанського короля Карла III академія розмістилась у бароковому палаці. За всю свою історію Королівська Академія мистецтв у Мадриді тричі змінювала своє місце розташування. Починаючи від 1773 року, вона міститься у Палаці Гойєнече на вулиці Алькала, 13, який спроєктував архітектор Хосе де Чурріґера (1665—1725). Невдовзі будівлю незначно змінив архітектор Дієго де Вільянуева (1715—1774) у дусі неокласицизму.
У 1873 році Академія отримала свою сучасну назву, і у ній було відкрито відділення музики.
У 1972 році архітектор Фернандо Чуека Ґойтія здійснив невелике перепланування будівлі академії.
Академічний навчальний процес у закладі в 2-й пол. ХХ століття зазнав 2 значні реформи — перша у 1987 році розширила кількість дисциплін до 51, включаючи телевізійні мистецтва, фотографію і кінематографію; друга реформа (1996) збільшила число предметів до 52.
Серед найвідоміших директорів Академії — Франсіско-Хосе де Гойя, студентів — Пабло Пікассо та Сальвадор Далі.

## Музей
Основний корпус академії на вулиці Алькала в теперішній час функціонує як музей і картинна галерея.
Гордістю академії є зібрання творів мистецтва XV–ХХ століть, причому як іспанського, так і зарубіжного, серед яких шедеври іспанців Франсіско де Сурбарана, Естебана Мурільйо, Хуана Гріса, Вісента Інглеса, а також венеційця Джованні Белліні, голландця Пауля Рубенса тощо. У музеї академії зберігається одна з найбільших мадридських (іспанських та світових) колекцій полотен Франсіско Гойя.